# أتلتيكو كلكتا
أتلتيكو كلكتا هو نادي كرة قدم هندي أٌسس عام 2014. يلعب النادي في دوري السوبر الهندي.